# Joel Crothers
Joel Anthony Crothers (ur. 28 stycznia 1941 w Cincinnati, zm. 6 listopada 1985 w Los Angeles) – amerykański aktor filmowy, teatralny i telewizyjny.

## Życiorys
Urodził się w Cincinnati w Ohio. W 1958 ukończył Birch Wathen School. W wieku dziewięciu lat wystąpił w religijnym programie telewizyjnym Lampa do moich stóp (Lamp Unto My Feet). W tym czasie jego ojciec był nadzorcą produkcji w serialu. W 1954, mając dwanaście lat debiutował na Broadwayu w spektaklu The Remarkable Mr. Pennypacker w Coronet Theatre w Nowym Jorku wraz z Burgessem Meredith. W 1962 ukończył studia na Uniwersytecie Harvarda i Phi Beta Kappa Society.
W 1966 grał w sztuce Neila Simona Boso w parku (Barefoot in the Park) z Joan Van Ark. W latach 1966–1967 wystąpił w roli rybaka Joe Haskella w  operze mydlanej ABC Cienie o zmroku (Dark Shadows), gdzie w latach 1967–1969 grał postać  porucznika Nathana Forbesa. 
Jako dr Miles Cavanaugh stał się jedną z najbardziej lubianych postaci w operze mydlanej The Edge of Night (1978–1984) i był dwa razy nominowany do nagrody Emmy (1970, 1984). Grał w oryginalnym off-Broadwayowym odcinku Torch Song Trilogy. W operze mydlanej NBC Santa Barbara (1985) zagrał tajemniczą, nikczemną postać Lesa Coopera, który przybrał tożsamość swojego kuzyna Jacka Stanfielda Lee.
Zmarł 6 listopada 1985 w Los Angeles w wyniku komplikacji spowodowanych AIDS. W chwili śmierci był zaręczony z aktorką Veleką Grey.

## Filmografia
- 1961: Alfred Hitchcock przedstawia jako Robert
- 1965: Defenders jako Grant McDermott
- 1966–1969: Cienie o zmroku (Dark Shadows) jako Joe Haskell / Nathan Forbes
- 1974–1976: Somerset jako Julian Cannell
- 1978–1984: The Edge of Night jako dr Miles Cavanaugh
- 1985: Santa Barbara jako Jack Stanfield Lee